# Noúmeno

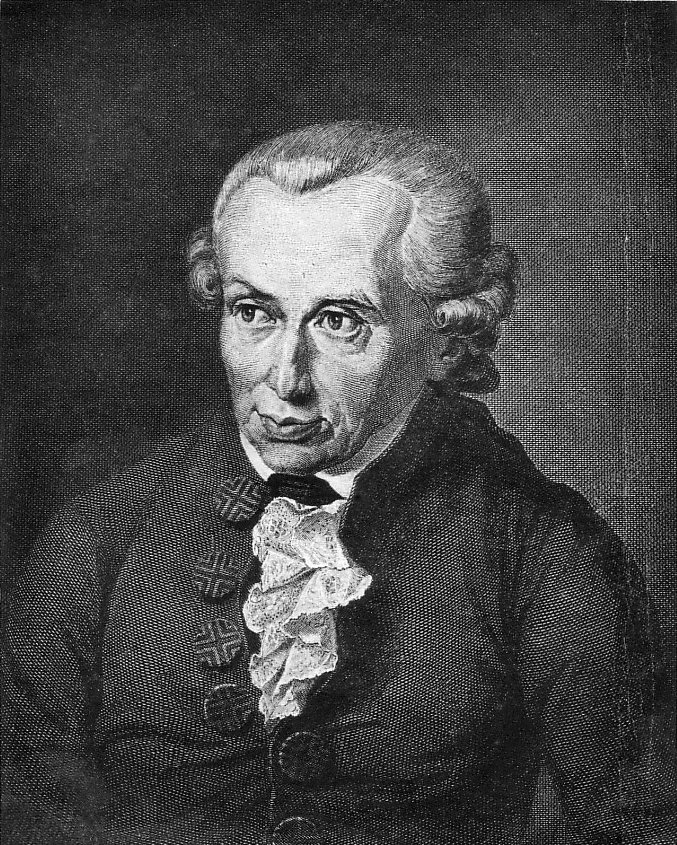
Immanuel Kant

El noúmeno (del griego νοούμενoν, noúmenon, ‘lo pensado’ o ‘lo que se pretende decir’), en la filosofía de Immanuel Kant, es un término problemático que se introduce para referir a un objeto no fenoménico, es decir, que no pertenece a una intuición sensible, sino a una intuición intelectual o suprasensible.
Por otra parte, el término también ha sido usado para hablar de la cosa-en-sí, es decir, la cosa en su existencia pura independientemente de cualquier representación.
En la filosofía de Platón representa una especie inteligible o idea que indica todo aquello que no puede ser percibido en el mundo tangible y a la cual solo se puede llegar mediante el razonamiento. El noúmeno como concepto fundamenta la idea de la metafísica en Platón.
La cosa en sí misma, fuera de su relación con nuestro modo de intuirla o percibirla; no es objeto de nuestros sentidos, ni por lo tanto de nuestro conocimiento. Para Kant no cabe un conocimiento de la realidad nouménica pero es posible acceder a dicha realidad mediante la experiencia moral; por ejemplo, aunque solo podemos conocernos a nosotros mismos como seres sometidos a la causalidad dominante en el ámbito de los fenómenos —es decir como no libres—, tenemos que pensarnos también como libres si queremos aceptar la posibilidad de una conducta sometida a imperativos categóricos,—es decir una conducta moral—.

## Noúmeno y ontología tradicional
En tanto para la ontología tradicional, y de modo muy especial en Platón con su mundo de las ideas —según su doctrina llevada a la alegoría del mito de la caverna—, son las ideas o los noúmenos exactamente lo accesible a la razón; lo que tiene una estructura racional y lógica, en Kant, paradójicamente, lo ‘inteligible’ resultará lo ‘ininteligible’. O tal vez, en lenguaje más apropiado, lo transinteligible.
La contraposición entre lo meramente sensible, y lo inteligible, mientras aquello que se halla dentro de la experiencia posible, y lo que se encuentra fuera de ella. O en otras palabras, entre el mundo fenoménico accesible y las cosas en sí, inaccesibles.
Los noúmenos son posibles, ciertamente, para una intuición, dirá Kant, pero no para una de carácter sensible. Una intuición metafísica o intelectiva, de la que el hombre está desprovisto.

## Idealismo alemán

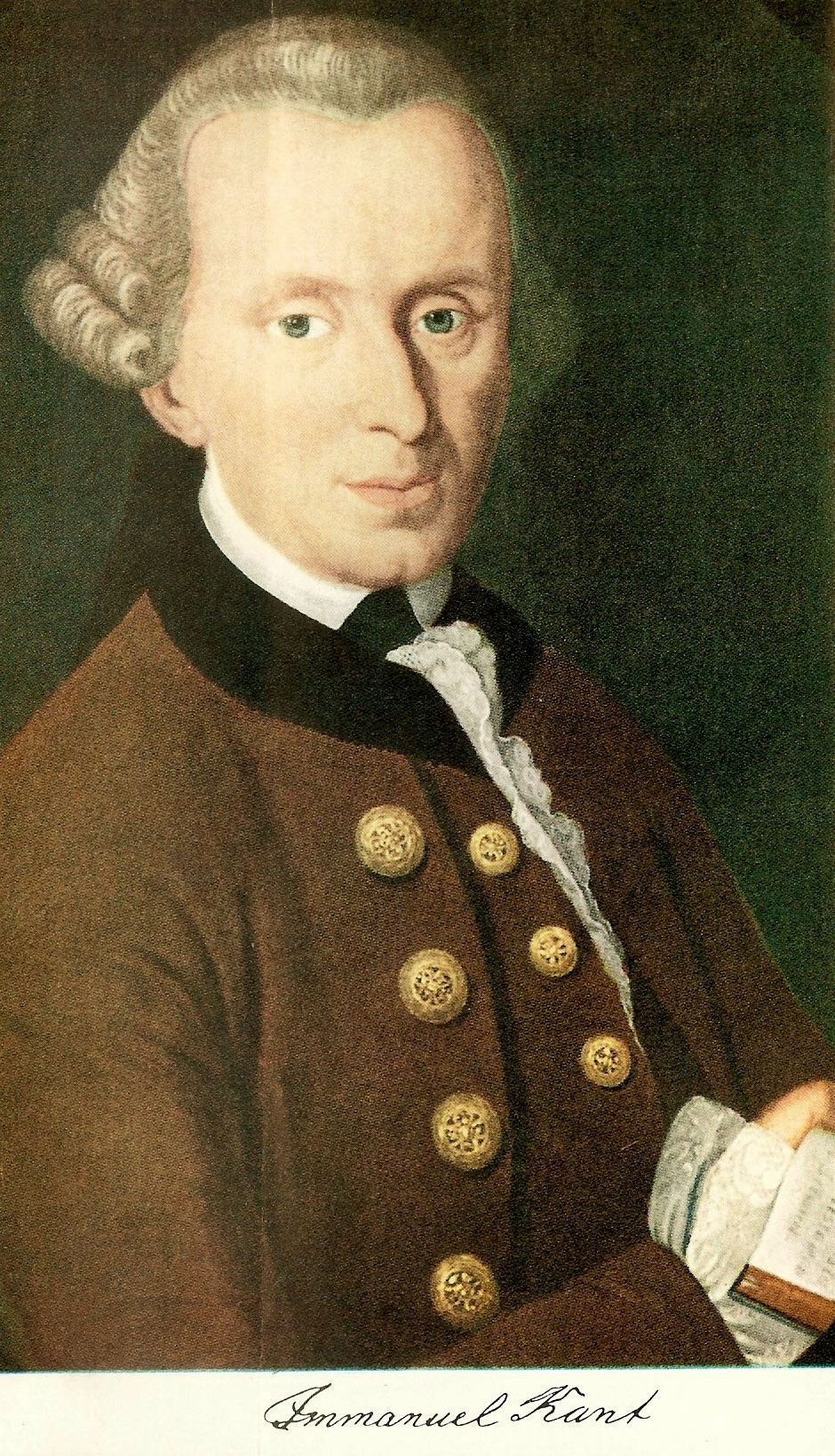
Immanuel Kant

En otra posición se hallará la filosofía del idealismo romántico alemán. Para su filosofía, lo Absoluto en sí mismo puede penetrar la conciencia, o incluso, es la propia conciencia.
En Kant se considera ‘noúmeno’ a la ‘cosa en sí’. Como tal es incognoscible e inabordable para el ser humano. Es aquello que está tras los muros del conocimiento posible, de la experiencia en que como hombres dotados de razón, de intuiciones de espacio y tiempo, de categorías, nos movemos inevitablemente. No hay para el filósofo de Königsberg abordaje del noúmeno en el plano del conocimiento. Porque estamos desprovistos —como pretendían los dogmáticos racionalistas— de intuición metafísica o no sensible para el mismo.
La crítica que los postkantianos harán a Kant, para postular la posibilidad del acceso a lo Absoluto —fundamentalmente Hegel—, dentro de la corriente del idealismo alemán, es que sí es posible el conocimiento de lo absoluto o noumenal en razón de que todo hablar sobre ello, sobre el ‘noúmeno’, implica que ya estamos en ‘contacto’, de algún modo, con el mismo. Es contradictorio, de este modo —entonces—, ‘hablar’ de noúmeno, porque solamente se puede hablar sobre lo que en alguna forma ‘conocemos’, inferencial o intuitivamente.
Los filósofos del idealismo alemán desconocerán enteramente esta limitación kantiana. En el hombre hay intuición de lo ‘absoluto’, e instalándose en él será como elaboren sus filosofías.